# Costa Caupolicán
Koordinaten: 75° S, 64° W
Die Costa Caupolicán ist ein Küstenabschnitt der Orville-Küste im westantarktischen Ellsworthland. Er liegt auf der Südseite der Prehn-Halbinsel und reicht von deren Basis bis zum Kap Schlossbach.
Chilenische Wissenschaftler benannten die Küste nach Caupolicán († 1558), einem Häuptling der Mapuche im Arauco-Krieg gegen die spanischen Konquistadoren.